# Adam Černý
Adam Černý (22. července 1950 – 29. června 2024) byl český novinář. 
Jeho synem je český diplomat na Stálém zastoupení České republiky při Evropské Unii Štěpán Černý.

## Kariéra
Dlouhá léta působil jako komentátor deníku Hospodářské noviny, se kterým od konce roku 2014 spolupracoval jako externista. V roce 2006 spolu s Jiřím Fraňkem a Václavem Součkem získal Cenu Ferdinanda Peroutky. V roce 2009 byl zvolen předsedou Syndikátu novinářů ČR.
V březnu 2017 se rozhodl kandidovat do Rady České televize, avšak v samotné volbě v červnu 2017 neuspěl.